# Valentin Betoudji
Valentin Betoudji, född 14 februari 1991, är en friidrottare från Tchad. Han deltog vid olympiska sommarspelen 2024.